# Alain Berberian
 (mars 2021).
Pour les articles homonymes, voir Berberian.
Alain Berberian est un réalisateur et scénariste français, né le 2 juillet 1953 à Beyrouth (Liban) et mort le 22 août 2017 à Paris 18e.

## Biographie
Né d'un père arménien et d'une mère grecque, Alain Berberian passe sa jeunesse au Liban avant de terminer ses études en France. Il est le frère du dessinateur et auteur de bandes dessinées Charles Berberian.
Il commence sa carrière dans l'audiovisuel en officiant comme monteur à Canal+. C'est là qu'il fait connaissance de la troupe Les Nuls (Alain Chabat, Chantal Lauby, Bruno Carette et Dominique Farrugia qui officient sur cette même chaîne) pour lesquels il réalise trois séries d’émissions (ABCD Nuls, Histoire(s) de la télévision et Les Nuls, l’émission).
Lorsque Les Nuls souhaitent passer de la télévision au cinéma, c'est à Alain Berberian que le trio comique confie l'adaptation et la réalisation d'un scénario qu'ils ont rédigé et qui narre une série de meurtres à Cannes. Alain Berberian réalise alors son premier long-métrage, La Cité de la Peur, comédie loufoque dans la veine de l'humour de Les Nuls et de « l'esprit Canal ». Le film connaît un succès en France, devient un film culte et lance la carrière cinématographique de son réalisateur et des membres de Les Nuls.
Il revient en 1998 avec Paparazzi, avec cette fois Vincent Lindon et Patrick Timsit comme interprètes principaux. Le film raconte la vie d'un gardien de nuit (Timsit) renvoyé pour avoir été pris en photo à un match de foot au lieu d'être à son travail. Il fait la connaissance de Michel (Lindon), qui va lui apprendre le métier de paparazzi. Le film obtient 932 086 entrées en France.
En 2000, il change de registre en réalisant Six-Pack, un thriller avec Richard Anconina qui raconte la traque d'un tueur en série aux quatre coins de Paris. Le film souffre de la comparaison avec ses grands homologues américains (notamment les classiques du genre Le Silence des agneaux et Seven).
Retour en force en 2002 avec la comédie Le Boulet, buddy movie réunissant Gérard Lanvin et Benoît Poelvoorde, où un gardien de prison (Poelvoorde) doit faire équipe avec un taulard (Lanvin) pour récupérer le ticket de loto de ce dernier. Le film est un succès avec plus de 3 millions d'entrées en France.
Puis, en 2004, il revient à la comédie après avoir été recruté par Christian Clavier pour réaliser L'Enquête corse, d'après la bande dessinée à succès de Pétillon. Le film qui reforme le duo vedette des Visiteurs, Christian Clavier et Jean Reno, narre les péripéties bien cocasses d'un détective chargé de retrouver un chef indépendantiste en Corse.
En 2007, il réunit Gérard Jugnot et Jean-Paul Rouve dans L'Île aux trésors. Le film est un échec public et critique qui met fin à sa carrière de réalisateur.

### Décès
Alain Berberian meurt le 22 août 2017 dans le 18e arrondissement de Paris des suites d'une longue maladie, à l'âge de 64 ans. Ses obsèques se tiennent le 30 août à la chapelle de l'Est du cimetière du Père-Lachaise, où il est incinéré. Ses cendres sont ensuite remises à la famille.

## Filmographie

### Réalisateur
- 1989 : ABCD Nuls (mini-série télévisée)
- 1990 : Histoire(s) de la télévision (mini-série télévisée)
- 1990 : Les Nuls, l'émission (émission TV humoristique)
- 1992 : Coucou c'est nous ! (générique)
- 1994 : La Cité de la peur
- 1998 : Paparazzi
- 2000 : Six-Pack
- 2002 : Le Boulet
- 2004 : L'Enquête corse
- 2007 : L'Île aux trésors

### Scénariste
- 1997 : Paparazzi
- 2000 : Six-Pack